# 5D busz (Mezőkövesd)
A mezőkövesdi 5D jelzésű autóbuszvonal a Dózsa György utca és a Zsóry Gyógyfürdő között húzódó helyi vonal volt, amelyet a Borsod Volán Zrt. üzemeltetett.

## Közlekedése
| Viszonylat                      | Indításszám     | Közlekedési rend                                     |
| ------------------------------- | --------------- | ---------------------------------------------------- |
| Dózsa György u. 3. – Gyógyfürdő | 1 oda           | naponta                                              |
| Dózsa György u. 3. – Gyógyfürdő | 2 oda, 1 vissza | szept. 1. – ápr. 30. közötti tanszüneti munkanapokon |

## Megállóhelyei
| 0  | Dózsa György utca 3. végállomás                    | 0.0 km  | 0  |
| 1  | Gimnázium                                          | 0.3 km  | 1  |
| 2  | Szent László tér                                   | 0.8 km  | 2  |
| 3  | SZTK rendelőintézet (↓) Mátyás király utca 87. (↑) | 1.7 km  | 4  |
| 4  | Széchenyi utca 21.                                 | 2.3 km  | 5  |
| 5  | Vasútállomás                                       | 3.0 km  | 7  |
| 6  | Széchenyi utca 21.                                 | 3.7 km  | 8  |
| 7  | Cukrászüzem (↓) SZTK rendelőintézet (↑)            | 4.4 km  | 10 |
| 8  | Egri utca 7.                                       | 4.9 km  | 11 |
| 9  | Váci Mihály utca                                   | 5.7 km  | 12 |
| 10 | Vajda János utca forduló                           | 6.2 km  | 13 |
| 11 | Váci Mihály utca                                   | 6.7 km  | 14 |
| 12 | Egri utca 7.                                       | 7.5 km  | 15 |
| 13 | Katolikus iskola                                   | 8.0 km  | 16 |
| 14 | Mátyás király utca 10.                             | 8.4 km  | 17 |
| 15 | Gyógyfürdő végállomás                              | 11.3 km | 21 |